# Myles Pollard
Myles Pollard (født 4. november 1972) er en australsk skuespiller, der bedst er kendt for sin rolle som Nick Ryan i den australske tv-serie McLeod's Daughters.
Han blev født i Perth, Western Australia og voksede op sammen med sin søster Simone og bror Andrew. Hans far var skoleinspektør og hans mor underviste i musik. Selvom de flyttede hver andet eller femte år, på grund af faderens arbejde, tilbragte Myles størstedelen af tiden som barn i Perth.
Myles flyttede efter eksamen til Sydney for at starte sin skuespilkarriere, og han spillede med i opsætningen af King Lear på New Theatre, hvor han indså, at han havde brug for mere undervisning. Han søgte ind på NIDA og kom med i deres 3 års program, hvor han tog eksamen i 1998 .
Udover at havde medvirket i McLeod's Daughters har Myles også haft roller i andre tv-serier som Wildside, Invincibles, Water Rats , Home and Away", All Saints  og "Double Trouble.
Efter at have medvirket i Wildside spillede han med Bell Shakespeare i en version af Romeo og Julie, der rørte temaer om racisme i Australien
Myles giftede sig med Brigitta Wuthe i oktober 2006, og den 14. oktober 2007 fik parret sønnen Ronin Wilson..

## Film og tv-serier
| Year      | Film                     | Role                      | Notes |
| --------- | ------------------------ | ------------------------- | --- |
| 1997      | The Tower                | Gilbert                   | |
| 1999      | All Saints               | Robert Ford               | |
| 1999      | Wildside                 | Roger Parnesi             | |
| 1999      | Water Rats               | Robert Haig               | |
| 2001      | Playing Hard to Get      | Boyfriend                 | |
| 2001      | Invincible               | Paul Beck                 | |
| 2001–2006 | McLeod's Daughters       | Nick Ryan                 | nomineret til Silver Logie Award for Most Popular Actor (2003) Silver Logie Award for Most Popular Actor (2004) |
| 2007      | Home and Away            | Dane Jordans              | |
| 2008      | Four                     | Vincent                   | |
| 2008      | Packed to the Rafters    | Paul                      | |
| 2008      | Double Trouble           | Henry                     | |
| 2009      | Underbelly               | Detektiv Phil De La Salle | |
| 2009      | X-Men Origins: Wolverine | Phelan                    | |
| 2009      | East West 101            | John Woodhouse            | |

### Fodnoter
1. ↑  Bio deutsch – McLeods Töchter (Webside ikke længere tilgængelig)
2. ↑  "Myles and Brigitta Pollard welcome son « Aussie Bub Blog". Arkiveret fra originalen 17. juni 2009. Hentet 14. februar 2011.